# Франсис Уолсингам
Сър Франсис Уолсингам (на английски: Sir Francis Walsingham) е английски политик, главен секретар (principal secretary) – отговарящ за вътрешните и външните работи, но обикновено се помни като „главния шпионин“ на кралица Елизабет I.
Често е сочен като един от най-ранните представители на модерното разузнаване, както за шпиониране, така и за вътрешна сигурност. Надзирава операции, които проникват в ядрото на испанските военни приготовления, събира разузнавателни сведения от цяла Европа и разстройва серия заговори срещу кралицата, осигурявайки екзекуцията на Мери Стюарт.
Член е на тесния кръг, управлявал Елизабетинската държава, надзиравайки външната, вътрешната и религиозната политика и подчиняването на Ирландия. Работи за сближаването на Англия и Шотландия. Бил е посланик на Англия в Шотландия и Франция.
Външната му политика като цяло показва ново разбиране за Англия като морска и протестантска сила във все по-глобална икономика. Новатор е в географските изследвания, колонизацията и използването на потенциалната морска сила на Англия.